# Festa Internacional das Camélias
A Festa Internacional das Camélias é um evento cultural, realizado na vila de Celorico de Basto, na região do Minho, em Portugal. Organizado habitualmente em Março, é considerado um Ex libris do concelho.

## Descrição e história

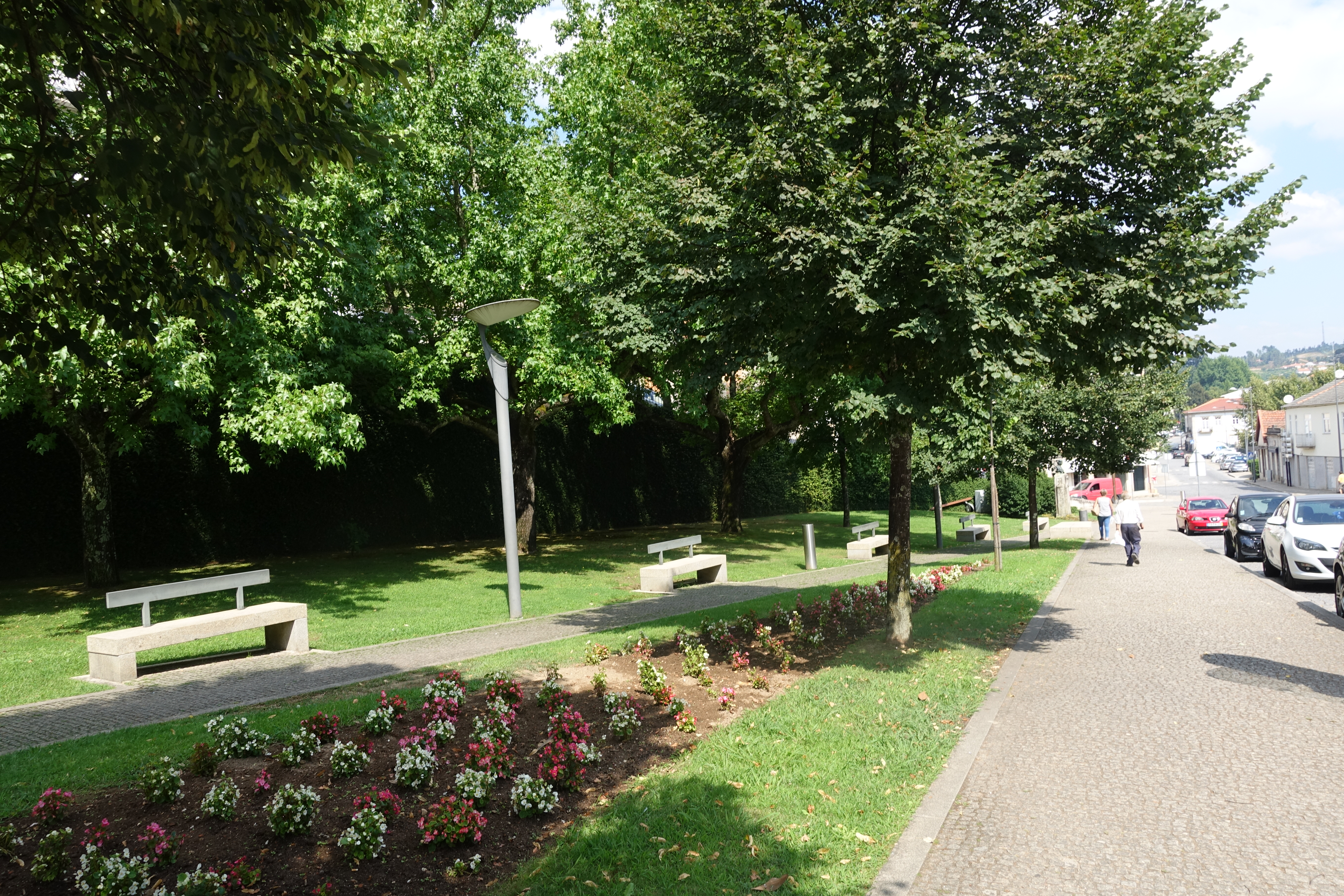
Canteiros de flores na Praça Albino Alves Pereira, em Celorico de Basto.

O evento é centrado na camélia, flor que se encontra em abundância nas áreas ajardinadas da vila e em várias casas históricas do concelho, motivo pelo qual é conhecido como Capital das Camélias. É organizada pela autarquia com a colaboração dos habitantes locais, e inclui normalmente uma exposição e concurso de camélias, e um concurso de moda para serem eleitas a rainha e as princesas das camélias, entre outros eventos, sendo habitualmente realizada na Quinta do Prado. A vila é engalanada para a ocasião, com a instalação de ornamentos suspensos, e decoração das montras e varandas.
É considerado o evento mais conhecido a nível cultural no concelho de Celorico de Basto, juntando habitualmente milhares de pessoas. Por exemplo, em 2016 a autarquia esperava receber cerca de trinta mil visitantes, o dobro daqueles que passaram pela festa em 2015. Devido ao grande número de visitantes que este evento atrai, não só durante os festejos, mas ao longo de todo o ano, tem um forte peso económico no concelho, especialmente nos estabelecimentos ligados ao turismo, como alojamento, restauração e comércio de produtos locais. Também é conhecido em Espanha, tendo por exemplo a exposição de 2019 contado com a participação de floricultores galegos.
Este evento iniciou-se em 2004, sendo conhecido nos primeiros anos como Festa Internacional da Camélia. A edição de 2006 incluiu um exposição da camélias, tendo pela primeira vez sido premiado o melhor espécimen desta flor a nível nacional, uma feira onde estiveram à venda vários tipos de camélias, publicações sobre o tema, e produtos baseados naquela flor, como compotas e chás. Também foi organizado um passeio ao longo dos jardins de camélias em Celorico de Basto, e um debate sobre o tema, no qual tomaram parte vários especialistas, Cármen Salinero, presidente da Associação Espanhola das Camélias, e Isaura Allen, que estava a fazer um trabalho para a catalogação da camélia em Portugal.
Em Março de 2015, a Loja Interactiva de Turismo do Porto e Norte de Portugal, instalada no Aeroporto de Pedras Rubras, no Porto, recebeu uma exposição sobre a Festa Internacional das Camélias, que incluiu provas de vinho verde e outros produtos regionais, e a apresentação de artesanato com sementes de camélia, entre outros eventos. O presidente da Turismo do Porto e Norte de Portugal, Melchior Moreira, classificou este tipo de iniciativas como «uma plataforma de comunicação importante, dando a conhecer aos turistas que todos os dias aterram no aeroporto o que de melhor a região tem para oferecer», e «uma forma inovadora e original de lhes mostrar um outro tipo de oferta, para além da mais convencional». Na edição de 2018 estiveram presentes vários representantes do município espanhol de Cambados e da Associação Ibérica da Camélia, enquanto que membros do concelho de Celorico de Basto foram convidados para o II Certame da Camelia de Cambados, organizado igualmente nesse ano. Este fortalecimento de relações foi considerada como parte do processo para a geminação entre os dois concelhos, que foi formalizado em Maio de 2019. Durante a cerimónia, salientou-se que a Festa das Camélias foi um dos principais impulsionadores para a ligação entre as duas autarquias, uma vez que parte dos produtores espanhóis naquele certame são oriundos de Cambados.
Em Fevereiro de 2020, a Câmara Municipal de Celorico de Basto marcou presença no Xantar - 21.º Salón Internacional de Turismo Gastronómico, organizado em Ourense, na Galiza, no sentido de promover a Festa Internacional das Camélias, que iria ter lugar em Março. Porém, em 9 de Março a autarquia informou que o evento desse ano tinha sido cancelado devido à pandemia de Covid-19. Em Fevereiro de 2021, a autarquia anunciou que a edição desse ano do festival também seria cancelada, devido ao contexto de pandemia em que nessa altura se encontrava o país.